# Marcetia mucugensis
Marcetia mucugensis är en tvåhjärtbladig växtart som beskrevs av John Julius Wurdack. Marcetia mucugensis ingår i släktet Marcetia och familjen Melastomataceae. Inga underarter finns listade i Catalogue of Life.